# یوبراجا
یوبراجا (به صربی: Ljuberađa) یک منطقهٔ مسکونی در صربستان است که در Opština Babušnica واقع شده‌است. یوبراجا ۲۸۷ نفر جمعیت دارد.